# Петър Аврамов (застраховател)
Вижте пояснителната страница за други личности с името Петър Аврамов.
Петър Аврамов (роден на 20 ноември 1954 г. в с. Арчар, Видинско) е български икономист, застраховател, бизнесмен и баскетболен деятел (включително и бивш ръководител на БК „Химик“, Видин и член на Етичната комисия на Баскетболната Федерация на България).
Петър Аврамов е председател на Управителния съвет и главен изпълнителен директор на „Застрахователно дружество Евроинс“ АД и председател на Надзорния съвет на „Застрахователно дружество ЕИГ-Ре“ ЕАД. Член е на Мониторинговия комитет на Националното бюро на българските автомобилни застрахователи (НББАЗ), както и член на Управителния съвет на Гаранционен фонд (ГФ). Президент е на най-стария Ротари Клуб в България – Ротари Клуб София през 2019/2020, както и носител на престижния национален приз „За цялостен принос в развитието на българското застраховане“ от фондация „Проф. д-р Велеслав Гаврийски“.

## Образование и кариера
Петър Аврамов придобива магистърска степен по икономика във Висшия икономически институт „Димитър Благоев“ (днешния Икономически университет) във Варна. Впоследствие придобива 5 следдипломни квалификации в областта на застрахователното дело и мениджмънта.
През 1986 г. е избран за председател на Управителния съвет и изпълнителен директор на кооперативното предприятие „Търговия на едро и дребно“ във Видин, както и за заместник-председател на Окръжния кооперативен съюз. През 1994 г. е назначен за главен директор на ДЗИ във Видин.
След успешна кариера в ДЗИ е избран през 2002 г. за председател на Управителния съвет и изпълнителен директор на учреденото през 2000 г. застрахователно дружество „Хановер КООП България“ АД, по-късно преименувано на „ХДИ Застраховане“ АД (част от германската застрахователна и презастрахователна група Talanx). След като поема управлението на „ХДИ Застраховане“ АД, то започва своето възходящо развитие, надхвърляйки 25 млн. лв. премиен приход през 2013 г. и 30 млн. лв. за 2014 г.
Председател на Управителния съвет и главен изпълнителен директор на „Застрахователно дружество Евроинс“ АД и председател на Надзорния съвет на „Застрахователно дружество ЕИГ-Ре“ ЕАД с предишно наименование „ХДИ Застраховане“ АД.
Петър Аврамов е избиран за 5 поредни мандата за председател на контролния съвет на Асоциацията на българските застрахователи (АБЗ), което го прави единствения човек в България, избиран на тази длъжност 5 пъти. Член е на Управителния съвет на Националното бюро на българските автомобилни застрахователи (НББАЗ) за 2 поредни мандата (от 2011 г. до 2018 г.). член е на Мониторинговия комитет на Националното бюро на българските автомобилни застрахователи (НББАЗ), както и член на Управителния съвет на Гаранционен фонд (ГФ).
Ръководеното от Петър Аврамов дружество, „Застрахователно дружество ЕИГ-Ре“ ЕАД, печели награда за най-динамично развиващо се дружество на Българския застрахователен пазар за 2020 година с близо 50% ръст за една календарна година.
Петър Аврамов е представен обстойно в множество онлайн публикации и печатни издания, както и в книгата „Строители на съвременното българско застраховане“ на Петър Андасаров. Той присъства многократно и на страниците на вестник „Застраховател“, „24 часа“ и други издания.

## Награди
- Почетен гражданин на град Видин.
- Награден от Българската федерация по баскетбол (БФБ) за цялостен принос към българския баскетбол.
- Награден е за изключителен принос към организирания над 10 години баскетболен мач „HDI мач на звездите“.
- Носител на специалния знак на Централния кооперативен съюз (ЦКС) за принос към развитието на кооперативната система в България.
- Награден за активна дейност, допринесла за утвърждаване на авторитета и подобряване на материалната база на ПМГ „Екзарх Антим I“, Видин.
- Награден за внедряване на немското качество при застраховането в България.
- Награден с благодарствена грамота за оказана изключителната подкрепа на Софийската опера и балет за успешното представяне на тетралогията „Пръстенът на Нибелунга“ от Рихард Вагнер в град Фюсен, Германия.
- Награден с Национален приз „За цялостен принос в развитието на българското застраховане“ от фондация „Проф. д-р Велеслав Гаврийски“

## Баскетбол
Петър Аврамов е дългогодишен деец за българския баскетбол. Бил е член на Управителния съвет на Българската федерация по баскетбол в периода 1998 г. – 2000 г., както и член на арбитражната комисия на БФБ в периода 2000 г. – 2008 г. Tой ръководи и баскетболния клуб „Химик“, Видин в продължение на няколко години – във времената, когато видинският отбор е неизменен фактор във висшия ешелон на българския баскетбол.
Под негово ръководство „ХДИ Застраховане“ АД многократно е генерален спонсор на турнира за Купата на България по баскетбол, както и на националните отбори по баскетбол мъже и жени, а през 2011 г. дружеството е генерален спонсор на националния отбор по баскетбол, когато той се класира за европейското първенство за първи път от 22 години. На шампионата в Литва през 2011 г. България постига и първите си победи на европейско първенство за последните 22 години, като побеждава отборите на Белгия и Грузия.
Петър Аврамов е почетен президент и сред основните поддръжници на ежегодния баскетболен мач на звездите в България. Той е награден за цялостен принос към него. Организираният през 2012 г. мач на звездите, със специалното участие на Денис Родман, чупи всички рекорди за посещаемост на баскетболен мач в България с публика от около 7000 души.
Попитан за участието му в мача на звездите, Тити Папазов казва следното:
Не е важно дали аз ще бъда там, или не. Важно е да има шоу и да има спонсори, които да подкрепят баскетбола. HDI вече повече от 10 години подава ръка на баскетбола, Петър Аврамов подкрепя спорта в много тежък момент. Той обича баскетбола и вече стана нарицателно, когато стане дума за мач на звездите, феновете да го свързват с HDI и името на Петър Аврамов.
Петър Аврамов е трикратен носител на купата на Националната аматьорска лига по баскетбол на България.

## Друга дейност
В периода 1996 г. – 2000 г. Петър Аврамов е председател на настоятелството на СОУ „Св. св. Кирил и Методий“ във Видин. Непосредствено след това, в периода 2000 г. – 2002 г., става председател на училищното настоятелство на Природо-математическата гимназия „Екзарх Антим I“ във Видин. Президент е на Ротари Клуб София 2019/2020. Петър Аврамов е основен спонсор на ФК „Арчар“ от родното му село Арчар, както и инициатор на множество благотворителни акции.

## Личен живот
Женен е за д-р Тошка Аврамова, има двама сина.